# Hergersfeld (Wüstung)
Hergersfeld, auch „Hergeresfeld“ genannt, ist eine Dorfwüstung am nördlichen Rand des Spessarts, im mittleren Kinzigtal, in der Gemarkung Wirtheim, der Gemeinde Biebergemünd im Main-Kinzig-Kreis in Hessen.

## Geographie

### Geographische Lage
Die Flur an der Nordseite des „Sommerberges“ (280 m über NHN) im Walddistrikt 122, in einer Höhe zwischen 240 und 270 Meter über NHN trägt die Bezeichnung „Wüstung Hergeresfeld“. Inmitten der Siedlung befanden sich neben dem „Buschhofgraben“ zwei Quellmulden; sie garantierten eine sichere Frischwasserversorgung des Weilers. Das dortige „Terrain hat wenig Gefälle und war deshalb für Feldkultur geeignet“. Hergersfeld lag auch unweit der Wegmarke Eiserne Hand der Via Regia.

### Nachbargemeinden
Die einzigen zwei Nachbargemeinden von Hergersfeld waren Wirtheim im Westen und Orb im Osten.

## Geschichte

### Ortsname
In den Urkunden finden sich im Verlauf der Zeit unterschiedliche Namensformen des damaligen Weilers: Herigisefelt, Hergeresfelt, Hergeresfeld,  Berigisesfeld (um 900) und auch Hersfeld.

### Lage und Größe des Dorfes
In einem Dokument aus dem Jahr 886, das die Grenzen des Besitzes des Klosters Salmünster beschreibt, findet sich die erste urkundliche Erwähnung der ehemaligen Siedlung Hergeresfeld. Es lag auf der Gemarkung von Wirtheim, das damals auch schon existiert haben muss, und grenzte an das Territorium des Klosters Salmünster, lag aber im Gemeindegebiet von Wirtheim.
Hergersfeld war ein Wegpunkt an der alten Handelsstraße Frankfurt-Leipzig (des Reiches Straße, bzw. Via Regia), an dem die aus Bad Orb und dem Spessart kommende Straße (heute Landesstraße L 3199) mündete. Gleichzeitig markierte der Ort den Übergang durch das Kinzigtal für die aus dem Vogelsberg und der Reffenstraße kommende Fernhandelsstraße. Sie passierte den am südlichen Rand des Vogelsberges liegenden Aspenhainer Kopf und querte das Tal an der „Brückeneiche“, um im steilen „Buschhofsgraben“ die Höhe des Spessarts zu erklimmen. Dort lagen zwei weitere wichtige Handelsstraßen, der Eselsweg und die Birkenhainer Straße. Hergersfeld war stets nach Wirtheim hin orientiert und unterstand auch gerichtlich Wirtheim.
Eine Aussage zur damaligen Größe des Ortes lässt sich indirekt ableiten: In der Markbeschreibung wird der Ausdruck „vicus“ gebraucht, „was in den Urkunden der fränkischen Zeit eine größere menschliche Ansiedlung bedeutet. Für Weiler und Meierhöfe wird das Wort „villa“ gebraucht, welches für die Siedlung Hersfeld am Hersfelder Born zutrifft“.

### Der Verkehrsknotenpunkt am Hang des Spessarts
Im hohen Mittelalter nahm der Handelsumfang und damit die Zahl der auf den Fernwegen zu transportierenden Güter erheblich zu. Die größeren und schwereren Fahrzeuge mieden steile Aufstiege, wie sie bei Hergersfeld zu bewältigen waren, auch unter Inkaufnahme von längeren Wegen. Diese Entwicklung bevorzugte Wirtheim, das auch mit seiner Mauer einen besseren Schutz gewährte. Die mit dem Niedergang der kaiserlichen Macht verbundenen anhaltenden kriegerischen Auseinandersetzungen (auch infolge der kurmainzischen Expansionsbestrebungen in Hessen) zwangen die Bewohner von Hergersfeld wohl des Öfteren, hinter den Mauern Wirtheims Schutz zu suchen. Um 1400 wurde Hergersfeld ganz von den Bewohnern aufgegeben. Sie zogen vom Berg herunter, um im befestigten Wirtheim bzw. in Kassel zu siedeln.
Neben diesen politischen Gründen für die Aufgabe des Siedlungsraumes scheint es aber auch noch einen weiteren Grund für die Aufgabe des Dorfes und seine Entsiedelung gegeben zu haben. Bodenuntersuchungen mit direktem Bezug zur Siedlung, in den 1990er Jahren, ergaben eine bodenkundliche Kartierung der Wüstung Hergersfeld. Sie zeigt „den prägenden Einfluss des Menschen auf die Entwicklung unserer heutigen Kulturlandschaft“. Die Rodung des ursprünglichen Waldes und die folgende, 500–600 Jahre währende landwirtschaftliche Nutzung der Hanglage am Sommerberg „führte stellenweise zu einem Bodenabtrag von 30-40 cm“. Die Wegenutzung in den Dellenbereichen des Buschhofgrabens weist sogar Erosionstiefen von 6 m auf. Für die Mitte des 14. Jahrhunderts sind „häufig auftretende Erosionsereignisse“, die in Chroniken als hohe Niederschläge, Überflutungen und Ernteausfälle beschrieben werden dokumentiert. Möglicherweise führten sie in Hergersfeld zu flächenhafter Erosion auf den Ackerflächen und damit zu einer wesentlichen Verschlechterung der Ernteerträge. Hinzu kam eine „Zerstörung der mittelalterlichen Verkehrswege“, die einen wichtigen Teil der Lebensgrundlage des Weilers darstellten.

### Der Buschhof und das Ende von Hergersfeld
Die zumindest temporäre Aufgabe der Siedlung um 1400 war möglicherweise noch nicht der letzte Akt der Geschichte dieser Gemarkung. „Auch die Bezeichnungen Buschhof bzw. Buschhofgraben lässen den Schluss zu, dass hier später, also nach 1400 nochmals ein Hof gestanden haben muss.“ Letztmalig wird Hergersfeld als teilnehmende Ortschaft genannt in einer Niederschrift vom 16. Januar 1652 in Wirtheim, als Vogt Philipp Neys in Kassel in sein Amt eingeführt wurde.

### Erinnerung
Eine der 12 Trinkwasserquellen der heutigen Gemeinde Biebergemünd ist der in Wirtheim befindliche Hersfelder Born. Der Name geht zurück auf eine kleine (siehe oben „villa“), im Brunnenbereich gelegene und ebenfalls untergegangene Siedlung dieses, ähnlich wie Hergersfeld klingende Namens.